# Tanque macho

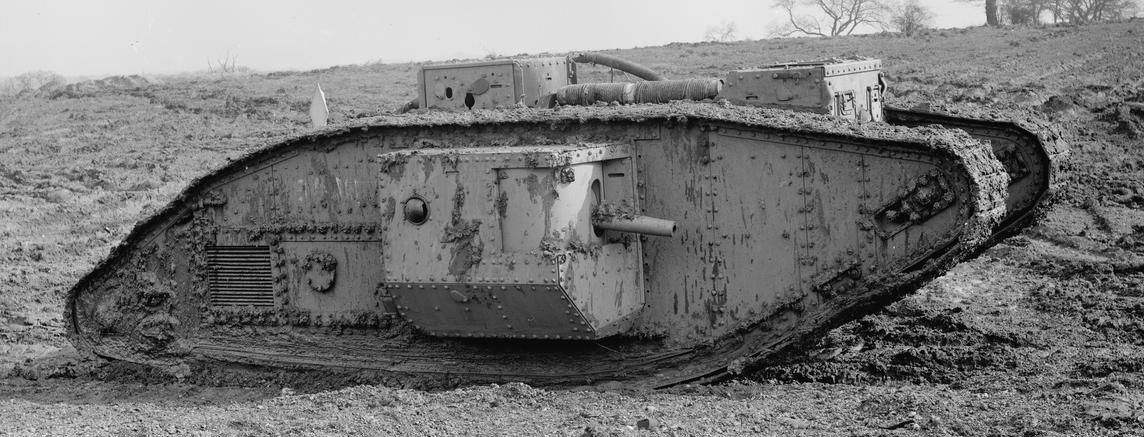
Tanque macho Mark V mostrando un cañón corto de 6 libras

El tanque macho era una categoría de tanque predominante inglés durante la Primera Guerra Mundial. A diferencia de las cinco ametralladoras de la versión hembra del tanque Mark I, la versión masculina del Mark I tenía un Hotchkiss QF de 6 libras 6 cwt y tres Ametralladora. Ernest Swinton, fundamental en el desarrollo del tanque británico y cocreador del término "tanque" (originalmente una palabra clave), se le atribuye la invención de estos términos relacionados con el género, pensando que las mejores tácticas de tanques serían que los dos tipos atacaran en conjunto.
- Peso de combate: 28 toneladas (28,4 toneladas)